# Victoire sur la nuit
Pour plus de détails, voir Fiche technique et Distribution.
Victoire sur la nuit (Dark Victory) est un film américain réalisé par Edmund Goulding, sorti en 1939.

## Synopsis
Judith Traherne, jeune femme de la haute société, déborde d’activité entre ses chevaux, les voitures rapides et ses soirées mondaines. Seuls de violents et fréquents maux de tête freinent son enthousiasme. Après de sérieuses alertes, elle consulte auprès du docteur Frédérick Steele qui lui diagnostique une tumeur au cerveau. Il lui conseille de se faire opérer très rapidement ce qu’elle finit par accepter. L’intervention chirurgicale semble être un succès, la jeune femme reprend sa vie légère et insouciante en entretenant une relation sincère avec le docteur. 
Ils décident de se marier mais Frédérick cache à sa future femme la vérité, l’opération n’a fait que reculer le mal et Judith est condamnée à court terme. Par hasard, elle tombe sur des lettres de spécialistes évoquant sa maladie incurable. Bouleversée, elle rompt avec Frédérick persuadée qu’il veut l’épouser par pitié. Après un retour à sa vie mondaine, elle se rend compte que Frédérick l’aime réellement et décide de retourner auprès de lui et de l’épouser. 
Apaisée et heureuse, elle cache à son entourage sa cécité et courageusement attend la fin.

## Fiche technique
- Titre : Victoire sur la nuit
- Titre original : Dark victory
- Réalisation : Edmund Goulding
- Scénario : Casey Robinson d'après la pièce de George Emerson Brewer Jr. et Bertram Bloch
- Production : Hal B. Wallis et David Lewis (en)
- Société de production : Warner Bros. Pictures
- Musique : Max Steiner
- Photographie : Ernest Haller
- Montage : William Holmes
- Décors : Robert M. Haas
- Costumes : Orry-Kelly
- Pays de production : États-Unis
- Langue : anglais
- Format : Noir et blanc
- Genre : Mélodrame
- Durée : 104 minutes
- Date de sortie : 20 avril 1939 (première)

## Distribution
- Bette Davis : Judith Traherne
- George Brent : Dr Frederick Steele
- Geraldine Fitzgerald : Ann King
- Humphrey Bogart : Michael O'Leary
- Ronald Reagan : Alec Hamin
- Henry Travers : Dr Parsons
- Cora Witherspoon : Carrie Spottswood
- Dorothy Peterson : Mlle Wainwright
- Virginia Brissac : Martha
- Charles Richman : colonel Mantle
- Leonard Mudie : Dr Driscoll
- Fay Helm : Mlle Dodd

Et, parmi les acteurs non crédités :
- Glen Cavender : maître d'hôtel
- Stuart Holmes : docteur

## Galerie

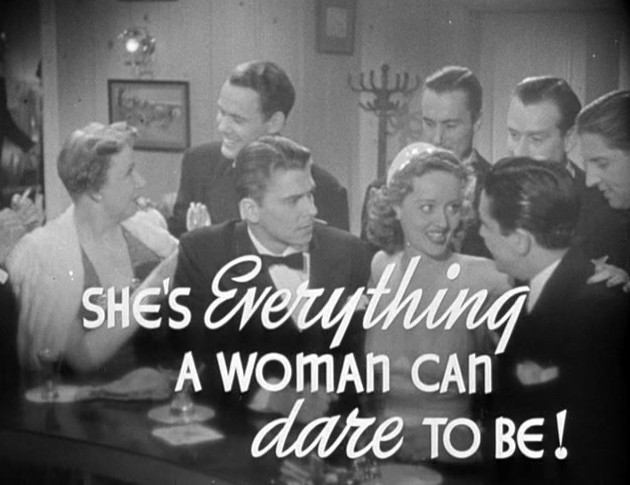
Ronald Reagan et Bette Davis
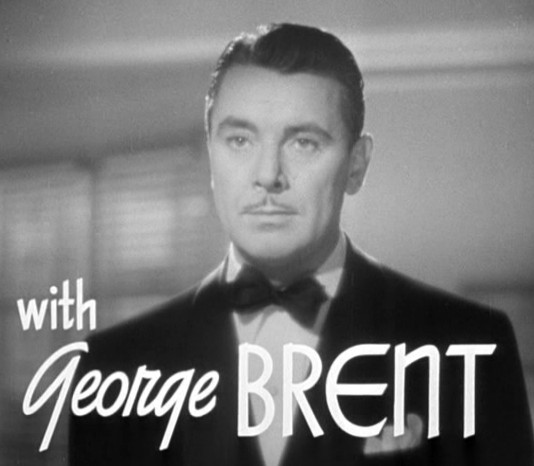
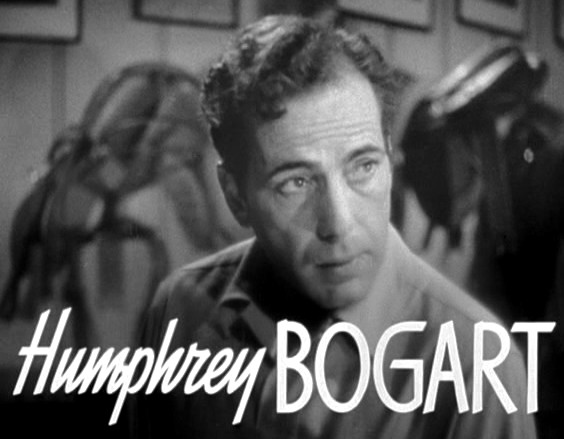
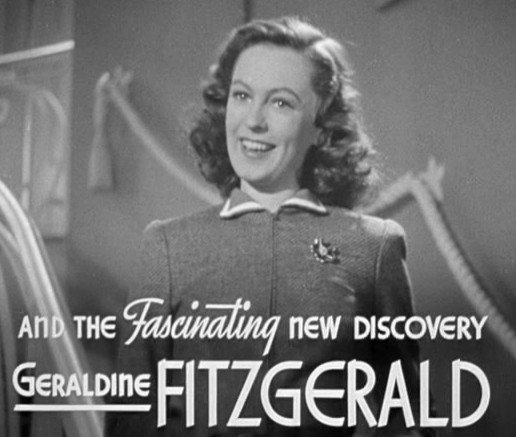
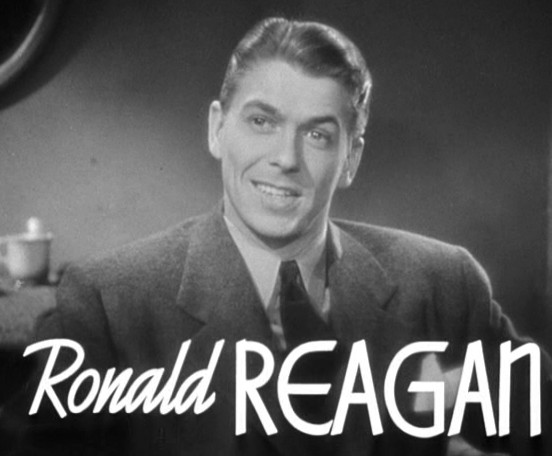